# Iora de Lafresnaye
Aegithina lafresnayei
Espèce
Statut de conservation UICN

 LC  : Préoccupation mineure
Le Iora de Lafresnaye (Aegithina lafresnayei) est une espèce de passereaux appartenant à la famille des Aegithinidae.
Son nom est dédié au collectionneur et ornithologue Frédéric de Lafresnaye (1783-1861).

## Habitat
Il vit dans les forêts tropicales et subtropicales.

## Répartition et sous-espèces
Selon la classification de référence du Congrès ornithologique international (15.1, 2025) il se répartit en trois sous-espèces :
- A. l. innotata (Blyth, 1847) — sud du Yunnan et Indochine ;
- A. l. lafresnayei (Hartlaub, 1844) — Cambodge et sud du Viêt Nam ;
- A. l. xanthotis (Sharpe, 1882) — sud de la Thaïlande et péninsule Malaise.